# Vizedomamt Aschaffenburg
Das Vitztumamt Aschaffenburg oder Vizedomamt Aschaffenburg war eine Verwaltungseinheit in Kurmainz mit Sitz in Aschaffenburg. An der Spitze dieses Verwaltungsgebietes stand der Vizedom von Aschaffenburg.

## Geschichte

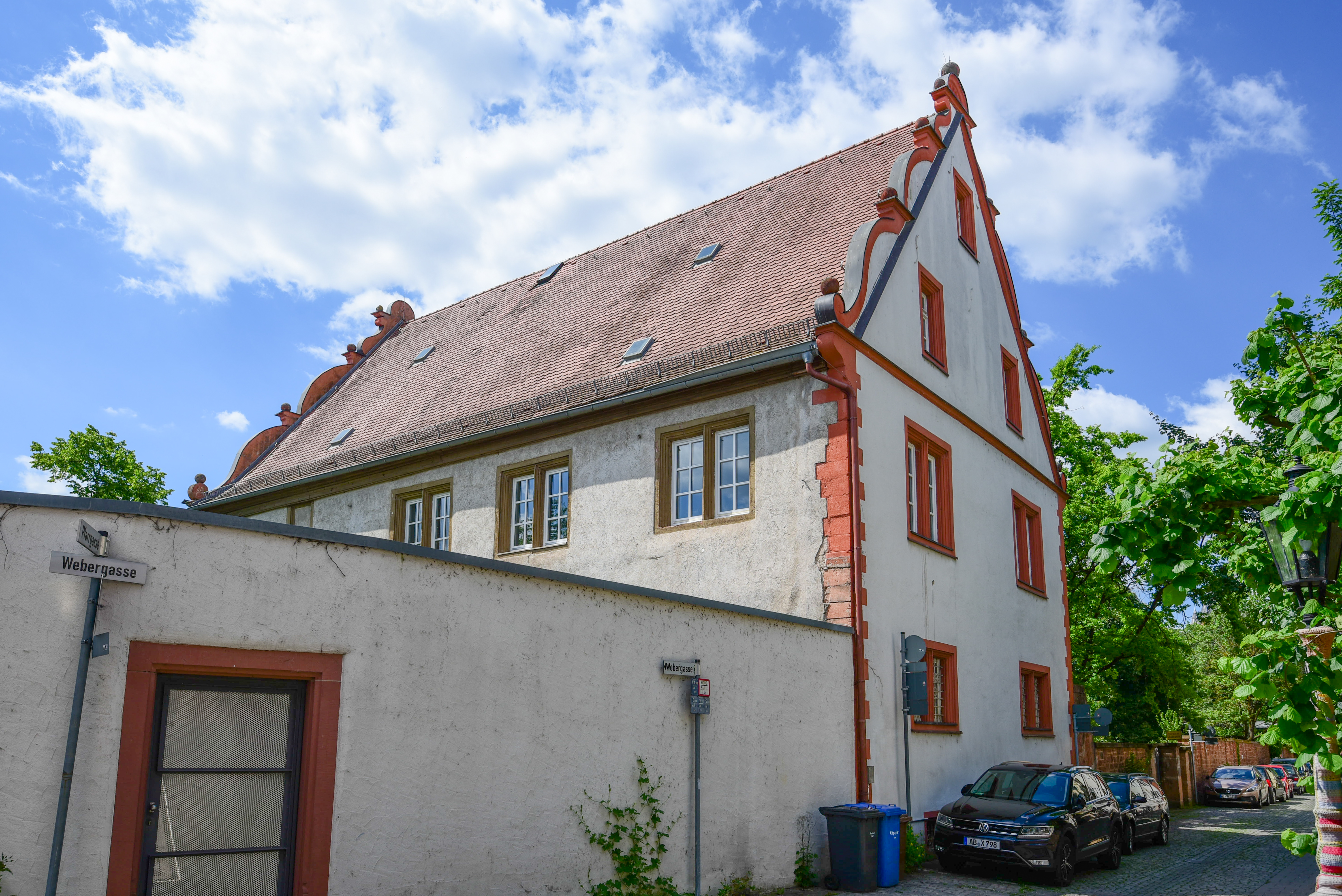
Das Gebäude der Kurfürstlichen Schneiderei in der heutigen Webergasse 3 war wohl zeitweise auch Sitz des Vizedomamtes.

Das Amt des Vizedom war historisch ein Hofamt gewesen. Seit der Amtszeit von Adalbert I. von Saarbrücken, also etwa ab 1120 war daraus ein territoriales Amt geworden. Im Jahr 1122 ist ein Vizedom von Aschaffenburg erstmals belegt. Das Vizedomamt Aschaffenburg war die Organisationsform der Kurmainzer Herrschaft über das im 13. und 14. Jahrhundert herausgebildete Gebiet um Main, Tauber, Spessart und Odenwald. In diesem Gebiet hatte Kurmainz seit karolingischer Zeit örtliche Herrschaftsrechte erworben. In dem Bemühen um Konsolidierung des Herrschaftsgebietes kam es insbesondere zu Konflikten mit den Grafen von Rieneck, die in diesem Bereich umfangreichen Besitz angesammelt hatten. Der lang anhaltenden Konflikt, der sich bis 1271 hinzog wurde letztlich zu Gunsten von Kurmainz entschieden. In der Folge war Hanau der Hauptkonkurrent des Erzstiftes in diesem Gebiet.
Neben diesen großen Wettbewerbern bestanden eine Vielzahl von lokalen Ansprüchen und Rechten, die Mainz Schritt für Schritt an sich ziehen konnte. Das Jurisdiktionalbuch des Erzstiftes von 1576 unter Erzbischof Brendel von Homburg beschrieb die volle landesherrliche Gewalt. Entstanden war ein herrschaftsmäßig weitgehend einheitliches Gebiet, durchsetzt jedoch weiter mit einer Anzahl vorwiegend adligen Herrschaftsinseln. Die Größte davon war der Besitz der Echter von Mespelbrunn bzw. nach deren Aussterben der Grafen von Ingelheim. Ebenfalls hoheitliche Rechte hatten die Frauenklöster Himmelthal und Schmerlenbach. Zum Amtsbereich des Vizedoms gehörten spätestens seit dem 16. Jahrhundert die Stadt Aschaffenburg, die Cent vor dem Spessart, die Cent Bachgau, die Amtsvogtei Seligenstadt sowie die Ämter Kleinwallstadt, Heimbuchenthal und Rothenbuch.
Zu den wesentlichen Pflichten eines Vizedoms gehörten bis ins 17. Jahrhundert der militärische Schutz des Amtssprengels sowie die Handhabung der Kriminalgerichtsbarkeit, seit dem Dreißigjährigen Krieg stand seine Funktion als Koordinationsinstanz für die verschiedenen landesherrlichen Befugnisse und Vorsteher einer sich entwickelnden lokalen Landesbehörde im Vordergrund.
Bis 1669 bestand im Vizedomamt nur ein einziger Kammeralbezirk. Der Keller des Vizedomamtes Aschaffenburg wurde erstmals 1322 erwähnt. 1669 wurde die Kellerei Bachgau für Großostheim, Kleinostheim, Mainaschaff und Dettingen gebildet (existierte bis 1782). 1686 wurde die Kellerei Heimbuchenthal und Rothenbuch aus der Oberkellerei Aschaffenburg ausgegliedert.
Mit der Ämterreform von 1772 erfolgte eine Trennung von Justiz und Kammeralwesen. Hierzu wurde eine neue Kellerei in Kaltenberg geschaffen. Ab 1773 wurde das Amt des Vizedom nicht mehr besetzt. Nach einer weiteren Neuorganisation fungierte ab 1. Oktober 1782 ein Vizedomamtsdirektor (Hofrat Peter Joseph von Faber) als Leiter der Behörde.
Mit dem Reichsdeputationshauptschluss 1803 endete der Kurstaat. Aus dem Vizedomamt Aschaffenburg, den Oberämtern Orb und Lohr und dem Oberamt Miltenberg sowie den Ämtern Klingenberg (am Main), Prozelten, Aufenau und Aura wurde das Fürstentum Aschaffenburg gebildet. Das Vizedomamt als lokale Behörde blieb dabei zunächst bestehen. Im Jahr 1810 wurden die bisherigen Verwaltungsbefugnisse des Amtes auf die neu errichtete Präfekturbehörde übertragen, zum 1. Januar 1813 die allein noch verbliebenen Justizfunktionen zugunsten anderer Gerichte entzogen, womit die Existenz des Vizedomamtes als Behörde endete.
Die Tätigkeit des Vizedomamtes ist für die Zeit vor 1767 durch Protokollbände einzelner Jahre und für die spätere Zeit bis 1810 durch eine nahezu vollständige Protokollüberlieferung (heute im Staatsarchiv Würzburg) dokumentiert.

## Sitz des Vizedomamtes
Sitz des Vizedomamtes Aschaffenburg war seit dem Mittelalter das 1969 abgerissene Amtshaus in der Treibgasse (heute Martinushaus). Auch die Kurfürstliche Schneiderei wird in der Literatur als Amtssitz des Vizedomamts beschrieben.

## Vizedome in Aschaffenburg
- Warmunt von Wallstadt (1122)
- von Wigand (1131)
- Konrad von Wallstadt (1150 bis vor 1183)
- Conrad von Waldenburg (1189)
- Conrad von Besenbach (1222)
- Heinrich von Budenheim (1227)
- Hermann von Bessenbach (1236)
- von Stocar (1260)
- von Sibold (1267)
- von Gozo (1271)
- von Duren (1275)
- Eberhard von Uffenheim (1285)
- Henricius (1290)
- Hermann Schelm von Bergen (1291–1294)[6]
- Konrad von Wied (1300–1303)[7]
- Hermann Schelm von Bergen (1308–1309)
- Wolfgang von Bommersheim († 5. Dezember 1324) (1312–1324)[7]
- Johann von Rockenberg (1326)
- Werner von Bellersheim (1330–1331)
- Wilderich von Vilmar (1333–1347)[8]
- Ritter Friedrich von Schelris (1348–1353)
- Heinrich Gayling von Altheim (1354–1360)[9]
- Eberhard von Fechenbach (1361–1398)[7]
- Albrecht von Hirschhorn († 10. Juli 1400) (1398/99)[10]
- Henne von Hofheim († 1415) (1399–1404)
- Hamman I. Echter von Mespelbrunn († 1421) (1404–1420)[11]
- Dieter II. Landschad von Steinach (1420–1424)
- Dieter Kämmerer von Worms gen. Dalberg († 1453) (1425–1432)
- Philipp von Hirschhorn (1432–1435)
- Peter von Rosenbach (1435–1438)
- Martin Forstmeister von Gelnhausen († 1461) (1438–1439)
- Konrad von Bickenbach († 1483) (1439/40)
- Hans von Erlenbach († 1. August 1460) (1441–1449)
- Eberhard von Riedern († 1465), 1. Amtszeit (1449–1451)
- Schenk Philipp Herr von Erbach († 1461) (1451–1454/55)
- Eberhard von Riedern († 1465), 2. Amtszeit (1455–1457/58)
- Eberhard von Eppstein Herr zu Königstein († 1475) (1458/59)[12]
- Hamman II. Echter von Mespelbrunn († 1480) (1459–1464)
- Philipp von Rieneck (1464–1482)
- Georg Brendel von Homburg (1482–1487)
- Friedrich Brömser von Rüdesheim (1488) (Von 1494 bis 1505 Vizedom des Rheingaus)
- Philipp von Thüngen († 20. Oktober 1513) (1489–1498)
- Johann (VII.) von Kronberg († 19. April 1506) (1498–1506)[13]
- Oswald von Groschlag zu Dieburg, 1. Amtszeit (1506–1514)
- Reinhard von Rieneck († 17. Dezember 1518) (1514–1517)
- Oswald von Groschlag zu Dieburg, 2. Amtszeit (1517/18)
- Philipp Echter von Mespelbrunn († 15. Januar 1549) (1520–1530)
- Bernhard von Hartheim (1530–1533)
- Eberhard Rüd von Collenberg (1535–1540)
- Christoph Fock von Wallstadt (1543–1547)
- Johann Oiger Brendel von Homburg (1547–1555)
- Melchior von Graenroth (Graenrad) († 20. Juli 1578) (1555–1578)[14]
- Hartmut (XIV.) von Kronberg († 1. Dezember 1609) (1578–1609)
- Johann Dietrich von Reiffenberg († 15. Dezember 1629 Wien) (1610–1614)[15]
- Wilhelm Ferdinand von Efferen (1614–1618)
- Philipp von Hoheneck (1618–1638)
- Gerhard von Waldenburg (1638–1660)
- Johann Reinhard von Hoheneck (geb. 1620, † 30. Juli 1672) (1660–1672)
- Melchior Friedrich Graf von Schönborn-Buchheim (1672–1700)
- Rudolf Franz Erwein von Schönborn (1700–1733)
- Joseph Franz Bonaventura Kilian Graf von Schönborn-Wiesentheid (1733–1773)[16][17]